# Уржумка
Уржу́мка (рос. Уржумка, марій. Амаш) — присілок у складі Звениговського району Марій Ел, Росія. Входить до складу Кокшамарського сільського поселення.

## Населення
Населення — 63 особи (2010; 34 у 2002).
Національний склад (станом на 2002 рік):
- чуваші — 56 %
- марі — 41 %